# Santa Maria in Tempulo
Santa Maria in Tempulo ou Igreja de Santa Maria em Tempulo era uma igreja de Roma, Itália, localizada no rione Celio, na via Valle delle Camene, na encosta do monte Célio. Foi desconsagrada ainda no século XIII e era dedicada a Nossa Senhora.

## História
Esta igreja é intimamente ligada ao "monasterium Tempuli", registrado pela primeira vez em 806, quando foi saqueada pelos sarracenos. É muito antiga e, provavelmente, foi erguida no século VI, quando era conhecida com o nome de Sant'Agata, por refugiados de origem grega.
Para a origem de seu nome há diversas teorias. Segundo Christian Hülsen, o nome seria uma referência a "Tempulus", um grego exilado de Constantinopla assim como seus irmãos Servulus e Cervulus, que haviam fundado o mosteiro e que, depois de uma visão, trouxe para a igrejinha de Santa Ágata uma imagem de Maria atribuída a São Lucas. Outros defendem a hipótese segundo a qual esta igreja e seu mosteiro teriam sido construídos sobre um antigo templo (templum) da época romana.
O que é certo é que, no século XII, o mosteiro, habitado por monges beneditinos, foi citado nas fontes com o nome de "monasterium Sanctae Mariae qui vocatur Tempuli" e só em 1155 se menciona pela primeira vez uma "ecclesia Sanctae Mariae in Tempuli". Deste período é o resto do campanário medieval, hoje incorporado no muro exterior do edifício.
No século XIII, foi o fim do uso religioso do mosteiro e da igreja. Na verdade, por disposição do papa Honório III, de 1126, São Domingos de Gusmão foi encarregado de fundar a primeira ordem feminina enclausurada. Este projeto prosseguiu até 1122, quando as freiras de Santa Maria in Tempulo (conhecidas como "tempolinas") foram forçadas a se mudar para o mosteiro vizinho de San Sisto Vecchio levando consigo o antigo e venerado ícone de Nossa Senhora (que hoje está em Santa Maria del Rosario a Monte Mario).
A história posterior da igreja e do mosteiro in Tempulo foi muito singular: o mosteiro transformou-se numa residência particular e o complexo foi saqueado no século XIV; no século XVII foi transformado num ninfeu da Villa Mattei, a moderna Villa Celimontana. A igreja (transformada em casa de campo) tornou-se um celeiro e permaneceu assim até o século XX, quando foi recuperada para utilização em projetos artísticos gratuitos. Estavam ali os estúdios dos escultores Michele La Spina, Francesco Sansone e Ugo Quaglieri até a década de 1980. Foi restaurada novamente pelo prefeito Francesco Rutelli e hoje, propriedade da Comuna de Roma, é um local para celebrações de matrimônios civis. 